# Krüppel

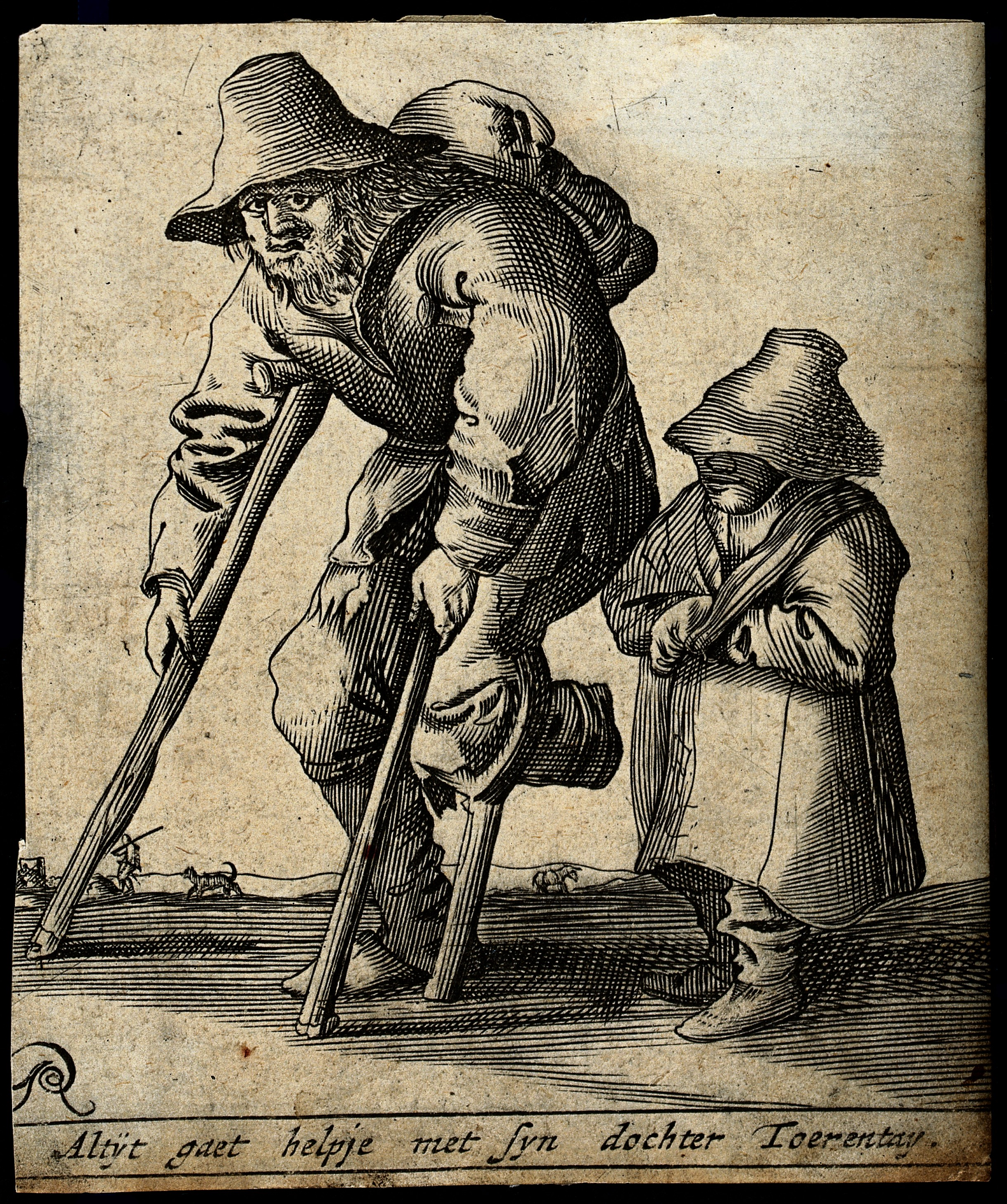
Zeichnung eines „verkrüppelten“ Mannes mit Krücken

Darstellung eines Krüppels im Wappen von Kröpelin (redendes Wappen auf Basis der Umdeutung des slawischen Ortsnamens)

Der Ausdruck Krüppel bezeichnet ursprünglich einen in seiner körperlichen Bewegungsfähigkeit dauerhaft behinderten Menschen. Auch jemand, dem von Geburt an oder durch äußere Einwirkungen Gliedmaßen fehlen, wurde als verkrüppelt bezeichnet.

## Etymologie
Der Ausdruck Krüppel im Deutschen entstammt dem mittelniederdeutschen kröpel ‚der Gekrümmte‘, welches ein Erbwort aus dem Altsächsischen krupil und ultimativ auf eine rekonstruierte urgermanische Wurzel *krupilaz ‚tendierend/geneigt zu kriechen, Krüppel‘ zurückzuführen ist. Man kann dieses Nomen in vielen germanischen Sprachen nachweisen, so z. B. im Englischen cripple oder isländisch kryppill.
Das dazu verwandte Verb *kreupaną ‚drehen, krümmen, kriechen‘ ist im Deutschen nur noch auf Dialektebene nachweisbar (u. a. ripuarisch kruffe ‚schleichen, kriechen‘), war aber noch im Mittelhochdeutschen als kriefen vertreten. Es besteht unter anderem in Englisch to creep und Niederländisch kruipen fort.

## Heutige Bedeutung
Das Wort Krüppel fand sich wertneutral bis ins 20. Jahrhundert in Begriffen wie Krüppelheim, Vollkrüppelheim, Krüppelheilanstalt, Krüppelfürsorge und Krüppelfürsorgegesetz. Noch bis in die Zeit des Nationalsozialismus, in der das Wort „Versehrter“ an die Stelle von „Krüppel“ für einen durch Unfall, Verletzung oder Verwundung Körperbehinderten trat, widmeten sich Organisationen, Zeitschriften und Kongresse der Bekämpfung des Krüppeltums und  der Krüppelfürsorge (im Sinne von orthopädische Behandlung).
Das Wort „Krüppel“ wird aufgrund der folgenden Bedeutungsverschlechterung als Schimpfwort verstanden, das nicht nur eine körperliche oder geistige Behinderung feststellt, sondern einem missliebigen Menschen mittels dieser Beleidigung eine solche Behinderung zuspricht. Die Krüppelbewegung nimmt dieses Wort selbstbewusst im Sinne eines Geusenwortes für sich in Anspruch: Seit dem Krüppeltribunal in Dortmund am 13. Dezember 1981, einer der wichtigsten Protestaktionen der autonomen deutschen Behindertenbewegung (in Konfrontation mit der etablierten Behindertenhilfe) gegen das Internationale Jahr der Behinderten 1981, gegen Menschenrechtsverletzungen in Pflegeheimen, in Werkstätten für Behinderte und in der Psychiatrie sowie gegen Mängel des öffentlichen Personennahverkehrs setzte auch in Deutschland ein Umdenken ein. Zwischen 1980 und 1985 erschien die „Krüppel-Zeitung“, eine Zeitschrift der Behindertenbewegung.